# 長沙府

湖南省の長沙府の位置（1820年）

長沙府（ちょうさふ）は、中国にかつて存在した府。明代から民国初年にかけて、現在の湖南省長沙市一帯に設置された。

## 概要
1372年（洪武5年）、明により潭州府は長沙府と改称された。長沙府は湖広省に属し、長沙・善化・湘陰・湘潭・瀏陽・醴陵・寧郷・益陽・湘郷・攸・安化の11県と茶陵州を管轄した。
清のとき、長沙府は湖南省に属し、長沙・善化・湘潭・湘陰・寧郷・瀏陽・醴陵・益陽・湘郷・攸・安化の11県と茶陵州を管轄した。
1913年、中華民国により長沙府は廃止された。